# Casa dos Távoras

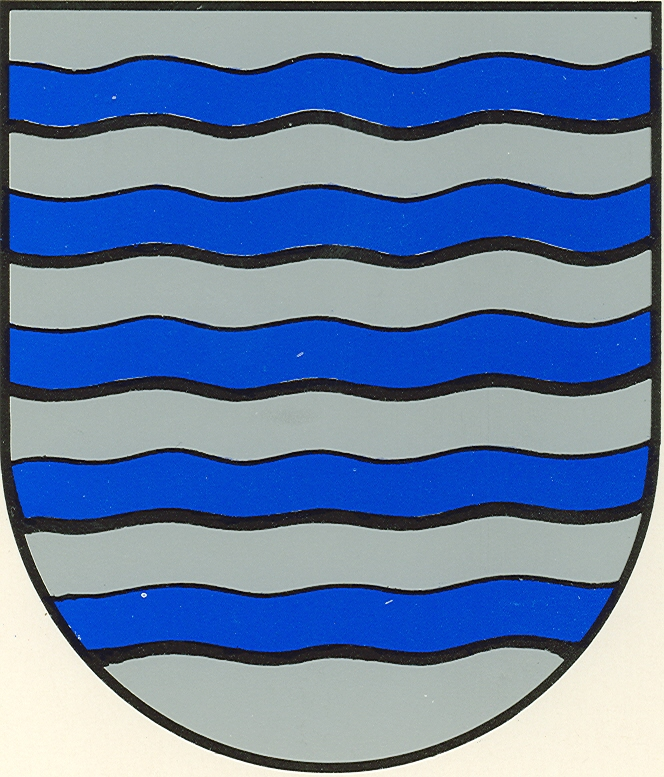
Brasão de Armas dos Távoras

A Casa de Távora foi uma das mais ilustres Casas nobiliárquicas portuguesas. O apelido Távora, utilizado pelos membros desta família, deriva do Rio Távora — Beira Alta —, um afluente do Rio Douro, ou de uma vila ribeirinha com o mesmo nome.
Uma versão estudada e bastante defendida por estudiosos, prende-se com a expansão da família Távora, a partir da vila de Trancoso, na Beira Alta, e posterior fundação da aldeia de Souro Pires, em Pinhel, onde ainda hoje existe um belo solar senhorial, construído no final do século XV, e que representa o mais importante exemplar de um solar senhorial em Portugal, o Solar dos Távoras.

## As Origens
A família dos Távoras tem origens antiquíssimas, que alguns estudos genealógicos fazem remontar a um dos filhos de Ramiro II, Rei de Leão. O primeiro Senhor de Távora é Rozendo Hermingues, um nobre hispânico que viveu algures nos finais do século XI, princípios do século XII. O senhorio do morgado de Távora permanece na linha varonil desta casa. O hexaneto de Rozendo Hermingues é Lourenço Pires de Távora (c.1350–c. 1381), Senhor de Távora, cavaleiro do Reino de Portugal, Senhor do Minhocal por carta de 26 de dezembro de 1359, Senhor das terras de Paredes e Penela, no almoxarifado de Lamego, em 10 de julho de 1377 e do Couto de São Pedro das Águias por mercê do Rei D. Pedro I. Diz-se também, embora não haja provas documentais, que foi esta nobre família transmontana a fundadora do Mosteiro de São Pedro das Águias. O filho primogénito de Lourenço Pires de Távora é Álvaro Pires de Távora (c.1370-?), 1.º Senhor do Mogadouro por mercê do Rei D. Fernando I.

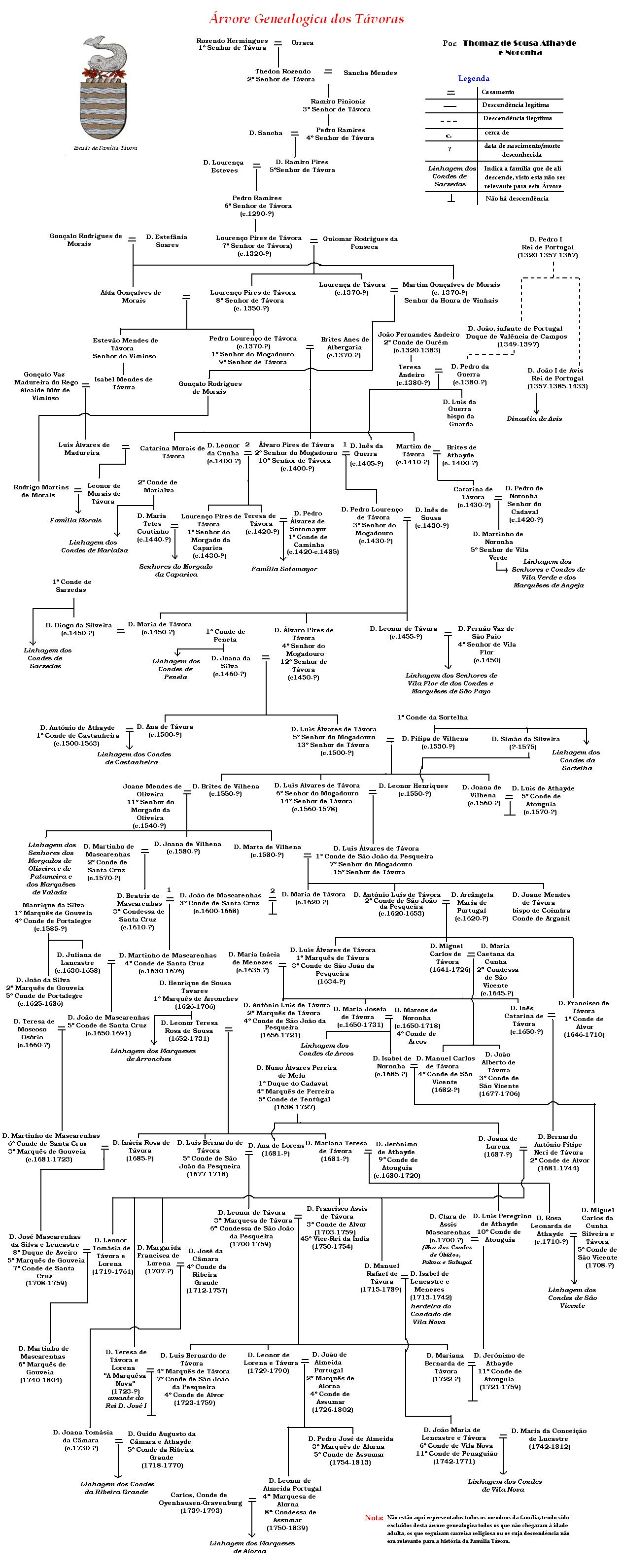

## Ascensão
A família Távora é um dos raros casos de ascendência social constante devido ao desempenho de cargos militares e/ou administrativos do Reino. Tanto que em 21 de Fevereiro de 1611, o Rei D. Filipe II de Portugal, III de Espanha concedeu a D. Luís Álvares de Távora (c.1590–?), 15.º Senhor de Távora e 7.º Senhor do Mogadouro, o título de 1.º Conde de São João da Pesqueira.
D. Luís Álvares de Távora (1634–1672), 3.º Conde de São João da Pesqueira, foi elevado a 1.º Marquês de Távora a 8 de Agosto de 1669 pelo príncipe herdeiro e Regente do Reino D. Pedro, futuro D. Pedro II, em nome do Rei D. Afonso VI.
O irmão mais novo do 1.º Marquês de Távora, D. Francisco de Távora (1646–1710), foi elevado a 1.º Conde de Alvor por carta régia de 4 de Fevereiro de 1683 passada pelo Rei D. Pedro II. A nomeação deveu-se a serviços prestados por ele na Índia, onde foi o 33.º Vice-Rei da Índia entre 1681 e 1686. As duas linhas uniram-se pelo matrimónio de D. Leonor de Távora (1700–1759), 3.ª Marquesa de Távora, com D. Francisco de Assis de Távora (1703-1759), 3.º Conde de Alvor.
Os Marqueses de Távora tornaram-se  figuras mais relevantes do Reino, pois alianças matrimoniais da família os uniram aos Condes de Atouguia, os Marquêses de Alorna, os Condes da Ribeira Grande, os Condes de Vila Nova, os Duques de Aveiro e os Duques do Cadaval.
D. Francisco Assis de Távora, 3.º Conde de Alvor e 3.º Marquês de Távora, foi nomeado em 1750 pelo Rei D. João V 45.º Vice-Rei da Índia, sucedendo no cargo ao seu compadre D. Pedro de Almeida Portugal, conde de Assumar e 1.º Marquês de Alorna.

## Queda
Já no reinado de D. José I as relações entre esta Casa nobiliárquica e a Coroa agravaram-se, essencialmente, por três motivos: a falta de reconhecimento por parte do Rei ao 3.º Marquês de Távora pelos serviços prestados na Índia, onde os marqueses tiveram de empenhar o que tinham e o que não tinham para sustentar o Governo do Império do Oriente; o facto de Sebastião José de Carvalho e Melo, membro da baixa nobreza, ser o novo valido do Rei como conde de Oeiras e futuro Marquês de Pombal; e, por fim, os amores ilícitos entre D. José I e D. Teresa de Távora e Lorena, irmã do 3.º Conde de Alvor e esposa de seu sobrinho D. Luís Bernardo de Távora, o Marquês Novo.
Quando em Setembro de 1758 o Rei D. José I sofreu um atentado, o Primeiro-Ministro Sebastião de Carvalho e Melo aproveita a situação para culpabilizar a alta nobreza e assim diminuir-lhe o poder, parte da sua estratégia para a centralização do poder. O Processo dos Távoras, como ficou conhecido, ainda é um tema controverso e não se pode ter a certeza se realmente a alta nobreza fora culpada do atentado. Contudo, uma coisa é clara: Sebastião José de Carvalho e Melo queria que fosse.
Os Távoras, devido à sua animosidade para com Sua Majestade, foram culpabilizados, julgados e condenados. Em 1759 os Marqueses Velhos, o Marquês Novo, o Conde de Atouguia, D. José Maria de Távora e o Duque de Aveiro subiram ao cadafalso e foram executados por crime de lesa-majestade. As mulheres, as crianças e os demais homens da família foram encarcerados em conventos e mosteiros separados, obrigados a professar. Os bens das Casas de Távora, Atouguia, Aveiro e Vila Nova passaram para a Coroa, as armas dos Távoras foram picadas e o uso do apelido Távora foi interdito. Quando D. Maria I subiu ao trono reabilitou os membros da família encarcerados, restituindo-lhes os títulos, mas nunca teve coragem para declarar inválida a decisão de seu pai D. José I.

## Actualidade
A chefia da Casa de Távora é simbolicamente representada por D. Fernando José Fernandes Costa Mascarenhas, 9.º Marquês de Alorna.
Outro representante desta ilustre família é o 11.º marquês de Abrantes, D. José Maria da Piedade de Lancastre e Távora. O marquês descende directamente, por linha varonil, de Manuel Rafael de Távora, filho do conde de Alvor, irmão de Francisco de Assis de Távora e cunhado da marquesa Leonor de Távora.
A representação da varonia desta Casa encontra-se na Casa dos Condes de São Vicente, para a qual em 1768 passou o morgado Távora e demais bens, como por exemplo o Paço dos Távoras em Mirandela. O actual representante da varonia da Casa de Távora é o 10.º Conde de São Vicente, D. José Maria Carlos da Cunha Silveira e Lorena.
Alguns ramos da família adoptaram outros apelidos como Lencastre, Cunha Silveira e Lorena, Azevedo, Mendonça Falcão, Donas Botto, Mascarenhas, Bregieira, Melo e Castro e Melo e Câmara.

## Herança
Actualmente, o Paço dos Távoras em Mirandela (onde se situa os paços do concelho), o Solar dos Távoras em Souro Pires, Pinhel (ainda na pertença de descendentes da família), e o Palácio de Santos em Lisboa (actualmente embaixada de França em Portugal), representam a herança e património que podem ser associados aos Távora.
Igualmente o Palácio Galveias em Lisboa foi em tempos passados mandado construir pela família Távora.
A Casa da Torre das Pedras, em Paredes da Beira (São João da Pesqueira), cuja Torre foi originalmente construída por D. Rozendo, 1.º senhor de Távora, que conquistou Paredes aos Mouros, continua hoje na posse dos descendentes dos fundadores.
Na Vila de Mogadouro em Trás-os-Montes, e em várias aldeias nas redondezas, pode-se presenciar ainda hoje uma forte influencia desta família. Foram responsáveis entre outras coisas por construir igrejas e pontes.